# Francesco Sfondrati
Francesco Sfondrati (1493-1550) foi um bispo e cardeal católico romano italiano e pai do Papa Gregório XIV.

## Biografia
Francesco Sfondrati nasceu em Cremona em 26 de outubro de 1493, filho de patrícios de Cremona, Giovanni Battista Sfrondati e Margherita Homodeo.
Sfondrati estudou grego antigo e latim quando jovem e, em seguida, recebeu um doutorado em direito pela Universidade de Pavia. Em 1518, ele se tornou professor de direito público na Universidade de Pádua. Posteriormente, ele trabalhou como professor na Universidade de Pavia, na Universidade de Bolonha, na Universidade Sapienza de Roma e na Universidade de Turim. Ele era um conselheiro de Carlos III, Duque de Saboia e membro do senado de Turim. Em 1527 e 1528, ele foi Podestà de Pavia. Mais tarde ele foi um conselheiro de Francesco II Sforza, juntando-se ao Senado de Milão em 1530.
Carlos V, Sacro Imperador Romano, nomeou Sfondrati para o Conselho Áulico. Ele também era embaixador de Carlos V no duque de Sabóia. Em 23 de outubro de 1537, o imperador fez-lhe Graf da Riviera di Lecco. Ele também serviu como governador de Siena.
Sfondrati era casado com Anna Visconti, membro da Casa de Visconti.  Juntos, o casal teve sete filhos, incluindo Niccolò Sfondrati, que se tornou o Papa Gregório XIV.
Após a morte de sua esposa em 20 de novembro de 1538, Sfondrati entrou no estado clerical. Ele rapidamente se tornou um participante apostólico protonotário. Ele também se tornou um Referendário da Signatura Apostólica.
Em 12 de outubro de 1543 ele foi eleito bispo de Sarno. O Papa Paulo III então enviou o bispo Sfondrati como núncio a Fernando, rei dos romanos e outros príncipes do Sacro Império Romano - Germânico, para discutir a paz com o Reino da França e promover o próximo Concílio Ecumênico. Sfondrati foi promovido à sede metropolitana de Amalfi em 27 de outubro de 1544. Ele então serviu como núncio na Dieta de Speyer (1544) para parabenizar o imperador por seu acordo de paz com Francisco I de França.
O Papa Paulo III fez dele cardeal sacerdote no consistório de 19 de dezembro de 1544. Ele recebeu o chapéu vermelho e a igreja titular de Santos Nereu e Aquileu em 2 de março de 1545. Ele também fez dele um membro da Inquisição Romana.
Em 25 de fevereiro de 1547, o papa fez ao cardeal Sfondrati legado papal ao imperador para discutir os planos para lidar com o Reino da Inglaterra após a morte de Henrique VIII da Inglaterra. Esta legação durou até junho de 1548.
Em 23 de março de 1547 ele foi transferido para a sé de Capaccio. Ele optou pela igreja titular de Santa Anastácia em 10 de outubro de 1547. Em 9 de novembro de 1549 ele foi transferido para a sé de Cremona.
Ele participou do Conclave de 1549-1550 que elegeu o Papa Júlio III.
Ele morreu em Cremona em 31 de julho de 1550. Ele foi enterrado na Catedral de Cremona.